# 孝公 (陳)
孝公（こうこう）は、西周の諸侯である陳の君主。姓は嬀、名は突。申公の子として生まれた。（叔父に当たる）相公の後をうけて陳国の君主となった。慎公の父。